# 正大广场

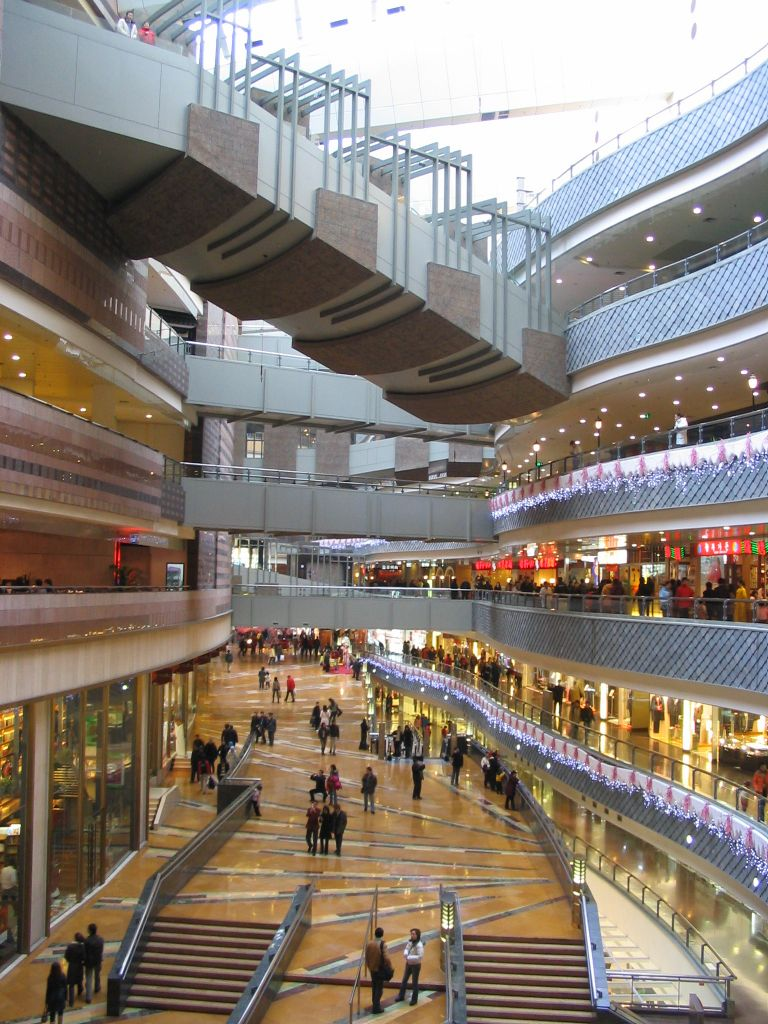
正大广场內部中庭

正大广场位於中國上海浦东陆家嘴金融贸易区，是泰國正大集团旗下的上海帝泰发展有限公司投资4.5亿美元的一個大型商業建築物。

## 历史
2002年10月18日正式開幕。总建筑面积接近25万平方米，地上10层、地下3层，是正大集团在中国最大的投资项目之一，并已于2004年整体通过了ISO9001质量认证体系。。2013年，正大广场全年客流超过2450万人次。。
正大广场由美國捷得國際建築師事務所設計。

## 交通
- 轨道交通:2号线、14号线陆家嘴站
- 地面公交81、82、85、314、583、774、795、798、799、870、961、971、985、992、993、996、陆家嘴旅游环线、陆家嘴金融城1路、蔡陆专线

## 外部連結
- 正大广场 （页面存档备份，存于）